# Bernhard Naunyn
Bernhard Naunyn, född 2 september 1839 i Berlin, död 26 juli 1925, var en tysk läkare.
Han var son till Berlins borgmästare, den liberale politikern Franz Christian Naunyn. Bernhard Naunyn blev 1869 professor vid medicinska kliniken i Dorpat, sedermera i Bern och Königsberg, samt var 1888-1904 professor i invärtesmedicin i Strassburg. Förutom en mängd specialavhandlingar, som till stor del publicerades i de av honom uppsatta tidskrifterna "Archiv für experimentelle Pathologie und Pharmakologie" (1873, med Edwin Klebs och Oswald Schmiedeberg) och "Mitteilungen aus den Grenzgebieten der Medizin und Chirurgie" (1895, med Jan Mikulicz-Radecki), utgav han monografierna Klinik der Cholelithiasis (1892, återutgiven 2007) och Diabetes melitus (1898; andra upplagan 1909). En av hans lärjungar var den blivande nobelpristagaren Otto Loewi. Naunyn invaldes 1912 som utländsk ledamot av svenska Vetenskapsakademien.